# Phìn Ngan
Phìn Ngan là một xã thuộc huyện Bát Xát, tỉnh Lào Cai, Việt Nam.

## Địa lý
Xã Phìn Ngan nằm ở phía nam của huyện Bát Xát, cách huyện lỵ khoảng 8 km về phía nam và cách thành phố Lào Cai khoảng 16 km về phía tây bắc, có vị trí địa lý:
- Phía đông giáp xã Tòng Sành
- Phía tây và phía nam giáp thị xã Sa Pa
- Phía bây Bản Qua và Quang Kim.

### Địa hình
Xã Phìn Ngan có địa hình phức tạp, bị chia cắt bởi các dãy núi cao.

## Hành chính
Xã Phìn Ngan được chia thành 14 thôn: Sùng Hoảng, Sùng Vành, Sùng Vui, Láo Vành, Tủi Mẩn, Trung Liềng, Lò Suồi Tủng, Khú Trù, Trung Hồ, Láo Sáng, Sải Duẩn, Sùng Bang, Tả Trang, Văn Hồ.

## Kinh Tế
Phìn Ngan đã khai thác thế mạnh của rừng kinh tế, đẩy mạnh trồng cây sa nhân tím dưới bóng rừng và giữ vững diện tích cây thảo quả. Từ rừng và các loại cây trồng này, thu nhập hàng năm đã vượt quá 10 tỷ đồng, tăng 1,5 lần so với năm 2015. Ngoài ra, việc chăn nuôi gia súc cũng được phát triển mạnh mẽ, với tổng số gia súc hiện đã lên tới hơn 2.000 con. Nhờ những nỗ lực không ngừng, đến nay, sản lượng lương thực hạt của Phìn Ngan đạt mức trung bình 600 kg/người, giá trị canh tác trên 40 triệu đồng/ha; thu nhập bình quân đạt 22 triệu đồng/người/năm, và đã xuất hiện các mô hình kinh tế mới mang lại thu nhập ổn định.
Đến thời điểm hiện tại, xã đã hoàn thành việc bê tông hóa 38 km đường liên thôn. Mọi thôn trong xã đều có đường cho ô tô, xe máy đi vào tận trung tâm. Số gia đình có nhà ở đạt chuẩn chiếm gần 72% (không có nhà tạm, nhà dột nát), tỷ lệ hộ sử dụng nước sinh hoạt hợp vệ sinh đạt 100%, tăng hơn 50%; và tỷ lệ hộ có nhà tiêu hợp vệ sinh đạt 87%, tăng hơn 40% so với đầu nhiệm kỳ. Kinh tế có những chuyển biến tích cực, lĩnh vực văn hóa – xã hội cũng ghi nhận nhiều tiến bộ. Những năm gần đây, Phìn Ngan không còn tình trạng tảo hôn, hôn nhân cận huyết thống. Đáng chú ý, tỷ lệ hộ nghèo giảm mạnh, từ 65% năm 2015 xuống còn 20%, với mức giảm trung bình hàng năm là 8,1%.